# Жвиташвили, Юрий Борисович
Юрий Борисович Жвиташвили (3 июля 1947, Кутаиси, Грузия) — российский хирург-онколог высшей категории, доктор медицинских наук, профессор, а также путешественник-исследователь (RGS.SPB.ITN:045NEVO), действительный член Русского географического общества.

## Биография
В 1972 году окончил Первый ленинградский медицинский институт им. ак. И. П. Павлова (лечебный факультет).
С 1979 года действительный член Русского географического общества.
С 1982 мастер спорта СССР по дальним спортивным плаваниям.
С 1980 по 2021 годы Ю. Б. Жвиташвили был руководителем, организатором и участником 27 (из них 12 международных) морских научно-спортивных, археолого-этнографических, полярных и экологических экспедиций по территории 32 стран.
С 1965 года по настоящее время живёт и работает в Ленинграде — Санкт-Петербурге.

## Экспедиции
Как путешественник и ученый побывал в 72 странах мира. Работал в научных экспедициях в Арктике (1984, 2017, 2020), Центральной и Южной Америке (2005), Антарктиде (57-я РАЭ: 2011—2012), Русском Севере (Поморье: 2017—2021); достиг Северного полюса 16.04.2017. Фактически доля проведенных Юрием Борисовичем экспедиций под флагом и эгидой Русского географического общества (из всех экспедиций РГО за период 1980—2005) составила 60 процентов. Материалы экспедиций представлены в двух книгах, трёх телефильмах, 12 научных статьях, а также в музее и архиве РГО.
С 1985 по 1995 год руководитель и автор проекта Международной экспедиции под флагом ЮНЕСКО «Трансевропа-Нево-Викинг» по комплексному исследованию «Пути из варяг в греки».
В 2002 году соруководитель украинско-российского черноморского проекта — экспедиции «Богун». В 2005 — участник (единственный из России), врач Международной экспедиции под эгидой ЮНЕСКО «Ворота Солнца-Транс-Латина — 2005» по 12 странам Центральной и Южной Америки.

## Публикации
Ю. Б. Жвиташвили автор более 150 научных, научно-популярных работ и 5 книг. Одна из книг «Рак и питание» одобрена Всемирным фондом исследования рака (WCRF).

## Награды
Награждён
медалями академика Павловского, Пржевальского, адмирала Литке, ЮНЕСКО,
«В память 300-летия Санкт-Петербурга»,
«За медицинские заслуги» I ст. и
украинским орденом «Казацкая слава» 2-й степени.

## Избранная библиография
- Жвиташвили, Ю. Б. Группы крови: исследования и факты. Санкт-Петербург: СпецЛит, 2021 г. 87 с. ISBN 948-5-299-01106-7
- Жвиташвили Ю. Б. , Рак и питание. Санкт-Петербург, ЭЛБИ-СПБ, 2010, 3-е издание, 366 стр.
- Жвиташвили, Ю. Б. Как победить рак — выбор диеты — 2-е изд. — СПб.: Издательский дом «Нева»; М.: ОЛМА — ПРЕСС, 2002.- 320 с.
- Лебедев Г. С., Жвиташвили Ю. Б. Дракон Нево: на пути из варяг в греки. — СПб., 2000.
- Жвиташвили Ю. Б. Экспресс-диагностика в клинической медицине (десять самых популярных тестов)//Новые Санкт-Петербургские врачебные ведомости. 2013. № 4(66). С. 33-38.